# August Hobl

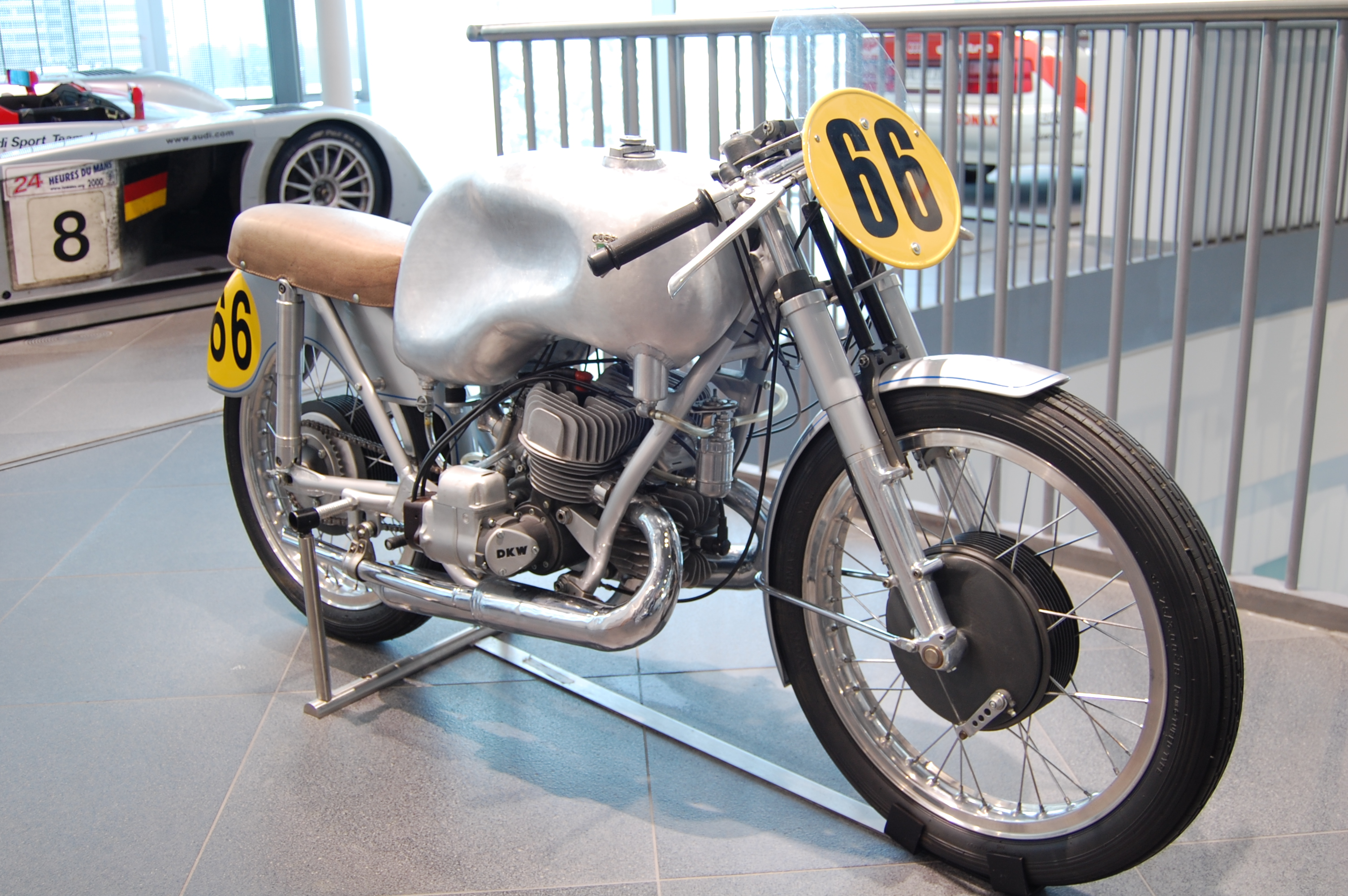
Eine DKW RM 350, Spitzname „Singende Säge“, wie sie Hobl bei seinem Deutschen Meistertitel 1955 pilotierte.

August „Gustl“ Hobl (* 13. April 1931 in Frankfurt am Main) ist ein ehemaliger deutscher Motorradrennfahrer.

## Karriere
Hobls Eltern stammten aus Bayern. Der Vater hatte nach langer Arbeitslosigkeit bei Adler in Frankfurt am Main eine Anstellung gefunden, nur für kurze Zeit, denn bereits im Juli 1931 zog die junge Familie wieder nach Ingolstadt.
1949 bestand Gustl Hobl die Gesellenprüfung als Kraftfahrzeugmechaniker und fand eine Anstellung als Einfahrer bei der in Ingolstadt neu gegründeten Auto Union GmbH. 1951 nahm er auf einer 125-cm³-DKW auf dem Donauring erstmals an einem Rennen teil und stand 1952 in München-Riem zum ersten Mal als Lizenzfahrer mit einer DKW am Start. 1953 startete er als Nachwuchsfahrer für DKW und konnte dabei viel von seinen weitaus älteren und erfahreneren Teamkollegen Ewald Kluge und Siegfried Wünsche lernen.
Zur Saison 1954 wurde Gustl Hobl vollwertiges Mitglied des DKW-Werksteams. Er gewann das Feldbergrennen im Taunus vor den beiden australischen Norton-Fahrern Maurie Quincey und Jack Ahearn. 1955 wurde Hobl in der Klasse bis 350 cm³ auf der als „Singende Säge“ legendär gewordenen DKW RM 350 vor seinen beiden Teamkollegen Siegfried Wünsche und Karl Hofmann Deutscher Meister. Er gewann dabei die 350-cm³-Rennen bei Rund um Schotten, beim Eifelrennen und beim Eilenriederennen in Hannover, außerdem auf dem Sachsenring und in der Eilenriede auch in der 125er-Klasse. In der 350er-Klasse der Motorrad-Weltmeisterschaft wurde Hobl in diesem Jahr hinter den britischen Moto-Guzzi Werksfahrern Bill Lomas und Dickie Dale Dritter. Bei den Grands Prix von Belgien in Spa-Francorchamps und Deutschlands auf der Nordschleife des Nürburgringes war er mit der RM 350 jeweils Zweiter hinter Bill Lomas.
Das Jahr 1956 wurde für August Hobl noch erfolgreicher. Er bildete zusammen mit Karl Hofmann, Hans Bartl und dem Briten Cecil Sandford die DKW-Werksmannschaft und wurde Deutscher Meister in den Klassen bis 125 und 350 cm³ und außerdem Zweiter in der 350-cm³-Weltmeisterschaft hinter dem Engländer Bill Lomas. Bei der Dutch TT im niederländischen Assen wurde er in den Klassen bis 125 und bis 350 cm³ jeweils Dritter, beim Großen Preis von Deutschland auf der Stuttgarter Solitude und beim Grand Prix von Belgien in Spa-Francorchamps belegte er jeweils den zweiten Platz hinter Bill Lomas (Moto Guzzi) bzw. John Surtees (MV Agusta). Siege gab es 1956 für Gustl Hobl noch beim Rhein-Pokal-Rennen auf dem Hockenheimring (125 und 350 cm³) sowie auf dem Sachsenring (vor Hans Baltisberger/NSU-Sportmax) und beim AVUS-Rennen in Berlin.
Nach Ende der Saison 1956 musste die DKW-Rennabteilung wegen sinkender Umsatzzahlen der Auto Union aufgelöst werden. August Hobl blieb dem Unternehmen dennoch treu und arbeitete im Marketing und bei der Kundenbetreuung, obwohl er aus Italien ein Vertragsangebot eines Motorradherstellers vorliegen hatte. Die Liebe zum Motorrad hat er an seine beiden Söhne weitergegeben. Heute ist Hobl häufiger Gast bei klassischen Motorradveranstaltungen.

## Statistik

### Erfolge
- 1955 – Deutscher 350-cm³-Meister auf DKW
- 1956 – Deutscher 125-cm³-Meister auf DKW
- 1956 – Deutscher 350-cm³-Meister auf DKW

### Rennsiege
| Jahr | Klasse  | Maschine | Rennen                             | Strecke                  |
| ---- | ------- | -------- | ---------------------------------- | ------------------------ |
| 1953 | 250 cm³ | DKW      | Dieburger Dreiecksrennen           | Dieburger Dreieck        |
| 1953 | 250 cm³ | DKW      | Motorrace Tubbergen                | Circuit Tubbergen        |
| 1954 | 350 cm³ | DKW      | Feldbergrennen                     | Feldbergring             |
| 1955 | 350 cm³ | DKW      | Eifelrennen                        | Nürburgring-Nordschleife |
| 1955 | 350 cm³ | DKW      | Rund um Schotten                   | Schottenring             |
| 1955 | 125 cm³ | DKW      | Internationales Sachsenring-Rennen | Sachsenring              |
| 1955 | 125 cm³ | DKW      | Eilenriederennen                   | Eilenriede               |
| 1955 | 350 cm³ | DKW      | Eilenriederennen                   | Eilenriede               |
| 1956 | 125 cm³ | DKW      | Großer Preis von Österreich        | Salzburg-Liefering       |
| 1956 | 350 cm³ | DKW      | Großer Preis von Österreich        | Salzburg-Liefering       |
| 1956 | 125 cm³ | DKW      | Rhein-Pokal-Rennen                 | Hockenheimring           |
| 1956 | 350 cm³ | DKW      | Rhein-Pokal-Rennen                 | Hockenheimring           |
| 1956 | 350 cm³ | DKW      | Internationales Sachsenring-Rennen | Sachsenring              |
| 1956 | 350 cm³ | DKW      | AVUS-Rennen                        | AVUS                     |
| 1956 | 350 cm³ | DKW      | Skåneloppet                        | Kristianstad             |

### In der Motorrad-Weltmeisterschaft
| Saison | Klasse  | Motorrad | Rennen | Siege | Zweiter | Dritter | Punkte | Ergebnis |
| ------ | ------- | -------- | ------ | ----- | ------- | ------- | ------ | -------- |
| 1953   | 250 cm³ | DKW      | 3      | –     | –       | 1       | 6      | 8.       |
| 1953   | 350 cm³ | DKW      | 1      | –     | –       | –       | 3      | 11.      |
| 1955   | 125 cm³ | DKW      | 1      | –     | –       | –       | 3      | 9.       |
| 1955   | 350 cm³ | DKW      | 4      | –     | 2       | –       | 17     | 3.       |
| 1956   | 125 cm³ | DKW      | 2      | –     | –       | 1       | 6      | 7.       |
| 1956   | 350 cm³ | DKW      | 4      | –     | 2       | 1       | 17     | 2.       |
| Gesamt | Gesamt  | Gesamt   | 15     | 0     | 4       | 3       | 52     |          |